# Will Shields
Pour les articles homonymes, voir Shields.
College Football Hall of Fame 2011
Pro Football Hall of Fame 2015
(en) Statistiques sur pro-football-reference
Will Herthie Shields, né le 15 septembre 1971 à Fort Riley, est un joueur américain de football américain.
Cet offensive guard a joué pour les Chiefs de Kansas City (1993–2006) en National Football League (NFL). Il n'a jamais manqué un match durant ces quatorze saisons.
Il est le père de Shavon Shields.